# Evgenija Viktorovna Obrazcova
Evgenija Viktorovna Obrazcova (in russo Евге́ния Ви́кторовна Образцо́ва?; Leningrado, 18 gennaio 1984) è una danzatrice e attrice russa, prima ballerina del balletto Bol'šoj dal 2012.

## Biografia
Evgenija Obrazcova è nata nel 1984 in una famiglia di ballerini nella Leningrado sovietica. Dopo essersi diplomata presso l'Accademia di danza Vaganova nel 2002 è stata scritturata dal Balletto Mariinskij e l'anno successivo ha danzato nel suo primo ruolo da protagonista, quello di Giulietta nel Romeo e Giulietta. Nei suoi dieci anni con la compagnia ha danzato in ruoli di rilievo come l'eponima protagonista in Giselle, Aurora ne La bella addormentata, Kitri nel Don Chisciotte ed è apparsa in numerosi balletti di George Balanchine, William Forsythe ed Aleksej Ratmanskij.
Nel 2005 ha fatto il suo esordio sul grande schermo nel film Bambole russe di Cédric Klapisch e nel novembre dello stesso anno, su invito di Carla Fracci, ha danzato come protagonista nella Cenerentola al Teatro dell'Opera di Roma, teatro in cui è tornata nella primavera successiva per danzare nel Faust di Luciano Cannito. Nel 2007 invece ha vinto la Maschera d'Oro per la sua interpretazione del ruolo dell'eponima protagonista in Ondine, in nuovo allestimento creato appositamente per lei da Pierre Laconte. 
Nel 2009 invece ha fatto il suo debutto sulle scene londinesi, danzando al Covent Garden come protagonista de La bella addormentata accanto al principe di David Makhateli; successivamente ha danzato ancora con il Royal Ballet nel 2013 come Giulietta nel Romeo e Giulietta di Kenneth MacMillan e nel 2015 nel duplice ruolo di Odette e Odile ne Il lago dei cigni di Sir Anthony Dowell. Sempre nel 2009 anno è stata promossa al rango di prima solista al Teatro Mariinskij e ha mantenuto la carica fino al 2011. Nel dicembre 2010 è tornata a danzare a Roma nel ruolo di Giselle.
Dopo aver danzato come artista ospite nel Don Chisciotte al Balletto Bol'šoj nell'ottobre 2011, nel 2012 la compagnia l'ha scritturata in veste di prima ballerina. Da allora ha danzato sulle scene moscovite in molti dei maggiori ruoli femminili, aggiungendo al suo repertorio dei tempi del Mariinskij le parti di Tersicore nell'Apollon Musagete, Frigia in Spartak, l'eponima protagonista in Paquita, Tatiana nell'Onegin di John Cranko, Giulietta nel Romeo e Giulietta di Ratmanskij, Swanilda in Coppélia ed Hermione in The Winter's Tale di Christopher Wheeldon. Nel 2016 è stata insignita del titolo di Artista benemerita della Federazione Russa.

## Filmografia parziale
- Bambole russe (Les Poupées russes), regia di Cédric Klapisch (2005)
- Francuz (Француз), regia di Andrej Sergeevič Smirnov (2019)